# Opeření dinosauři
Opeření dinosauři jsou skupina dinosaurů, kteří mají primitivní peří, podobné tomu u dnešních ptáků. Nálezy těchto dinosaurů byly učiněny v Číně, Mongolsku, Evropě i Severní Americe. Většina prokazatelně opeřených druhů byla nalezena v Číně. Mezi první historicky objevené opeřené teropody patřil „prapták“ Archaeopteryx lithographica, formálně popsaný již roku 1861.

## Charakteristika
Předpoklad, že dinosauři jsou předky ptáků, byl poprvé vysloven již v 60. letech 19. století, a to i v souvislosti s objevem „praptáka“ archeopteryxe. Všeobecné podpory se však dočkal až v 70. letech minulého století, především zásluhou paleontologů jako Robert T. Bakker. Dnes jsou ptáci považováni dokonce za specializovanou skupinu teropodních dinosaurů. Jedním z nejlepších potvrzení této teorie jsou nálezy dinosaurů s pernatým pokryvem těla z oblasti Liao-ning v Číně (především formace Yixian). Nejde však o blízce příbuzné druhy, zařaditelné například do jediné čeledi. V roce 1996 byl oznámen objev prvního dinosaura s primitivním pokryvem těla podobným srsti. Dostal jméno Sinosauropteryx prima, byl to malý teropod asi 1 metr dlouhý. Následovaly další nálezy a dnes víme již téměř o 50 rodech neptačích dinosaurů s tímto tělesným pokryvem (v různém stadiu vývoje). U několika rodů bylo opeření prokázáno na kosterním aparátu nebo chemickou analýzou. Výzkum moderními technologiemi dokazuje, že pernatý tělní pokryv byl u některých rodů (např. Anchiornis) ještě podstatně výraznější, než se dříve předpokládalo.
K dochování pravěkého peří patrně přispěla druhohorní atmosféra s vyšším obsahem oxidu uhličitého a obecně vyššími průměrnými teplotami, díky kterým mineralizační procesy probíhaly rychleji (a organický materiál z odumřelých organismů měl větší šanci fosilizovat a dochovat se tak do současnosti).

## Význam opeření

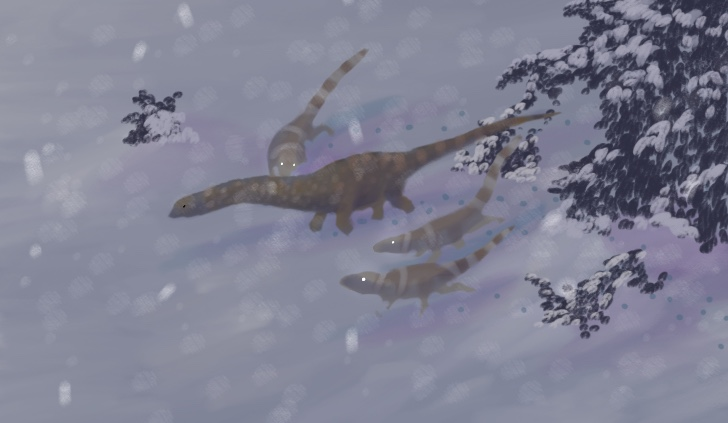
Sauropod druhu Dongbeititan dongi se brání útoku smečky opeřených teropodů druhu Yutyrannus huali. V zimě mohl v ekosystémech souvrství Yixian padat sníh, což bylo na poměry druhohorní éry velmi neobvyklé. Opeření pomáhalo dinosaurům tyto podmínky snášet.

Dnes se zdá být jisté, že peří vzniklo u dravých celurosauridních teropodů primárně jako insulace (ochrana tělesné teploty), případně jako prostředek k prodlužování skoků (např. při lovu potravy) nebo z větve na větev při arboreálním způsobu života. Význam mělo také jako signalizační orgán. Peří u dnešních ptáků tak rozhodně nevzniklo primárně jako prostředek k letu. Schopnost letu je tedy vlastně až vývojovou exaptací (druhotnou adaptací).
Většina dosud známých opeřených dinosaurů patří mezi plazopánvé, ale známe i dva ptakopánvé. Jejich společný předek tedy byl ten první dinosaurus, tudíž je možné, že peří je společným znakem všech dinosaurů a někteří ho postupně ztratili. Peří opeřených dinosauřích samců mohlo sloužit jako lákadlo pro samice.
U některých dinosaurů peří skutečně sloužilo primárně jako tepelná izolace, a to zejména u druhů, žijících v chladnějším prostředí. Příkladem mohou být tzv. polární dinosauři z území dnešní Antarktidy, Austrálie, Aljašky, ruského Dálného Východu nebo i čínské provincie Liao-ning (např. souvrství Yixian a Jeholská biota obecně). V těchto prostředích museli dinosauři snášet teploty pod bodem mrazu a setkávali se zřejmě i s pro druhohorní éru neobvyklým sněhem a ledem.

## Vývoj peří
Vědecká studie z roku 2018 dokazuje, že tělesné opeření a metabolismus se zřejmě do značné míry vyvíjely společně. Maniraptorní dinosauři a primitivní jurští a křídoví ptáci však měli zřejmě nižší bazální teplotu než současní ptáci. V roce 2015 byla publikována odborná práce zabývající se vývojem a výskytem různých typů pernatého integumentu u neptačích dinosaurů a i prvních ptáků v období druhohor.
Výzkumy výborně zachovaných exemplářů ptakoještěrů publikované v roce 2022 odhalily, že měli na těle dobře vyvinuté opeření, které bylo barevné a mohlo hrát významnou úlohu při signalizaci a komunikaci. Pravděpodobně se také jednalo o synapomorfii (sdílený odvozený znak) ptakoještěrů i dinosaurů.

## Výčet druhů
Zahrnuje pouze taxony s dochovaným (nikoliv jen předpokládaným) pernatým integumentem. Mnoho dinosauřích rodů se zachovalo bez tohoto synapomorfního znaku, opeření se však u nich předpokládá. Největším dinosaurem, který téměř s jistotou opeření měl, byl obří oviraptorid Gigantoraptor, popsaný v roce 2007. Stejně velký pak byl prokazatelně opeřený Yutyrannus, popsaný roku 2012.

### Rod + rok popisu/objevu opeření
1. Ostromia[14] (1970)
2. Avimimus* (1987)
3. Sinosauropteryx (1996) – první prokazatelně „opeřený“ neptačí dinosaurus
4. Protarchaeopteryx (1997)
5. Caudipteryx (1998)
6. Rahonavis* (1998)
7. Shuvuuia* (1998) – opeření prokázáno biochemicky
8. Sinornithosaurus (1999)
9. Beipiaosaurus (1999)
10. Microraptor (2000)
11. Nomingia* (2000)
12. Epidendrosaurus (2002)
13. Cryptovolans (2002)
14. Scansoriopteryx (2002)
15. (?)Psittacosaurus (2002) – keratinové "štětinky" na ocase
16. Yixianosaurus (2003)
17. Dilong (2004)
18. Pedopenna (2005)
19. Jinfengopteryx (2005)
20. (?)Juravenator* (2006)
21. Sinocalliopteryx (2007) – nejdelší opeřený dinosaurus (237 cm)
22. Velociraptor* (2007)
23. Similicaudipteryx* (2008)
24. Epidexipteryx (2008)
25. Anchiornis (2009)
26. Tianyulong (2009) – první prokazatelně „opeřený“ ptakopánvý dinosaurus
27. Concavenator (2010)
28. Xiaotingia (2011)
29. Yutyrannus (2012)
30. Sciurumimus (2012)
31. Ornithomimus (2012)
32. Eosinopteryx (2013)
33. Citipati (2013: pygostyle)
34. Conchoraptor (2013: pygostyle)
35. Jianchangosaurus (2013)
36. Changyuraptor (2015)
37. Kulindadromeus (2014)
38. Deinocheirus (2014)
39. Yi (2015)
40. Zhenyuanlong (2015)
41. Dakotaraptor (2015)
42. Apatoraptor (2016)
43. Jianianhualong (2017)
44. Caihong (2018)
45. Xingtianosaurus (2019)
46. Ambopteryx (2019)
47. Wulong (2020)
48. ?Chirostenotes (2020)
49. Ubirajara (2020)

Podle některých studií by do této umělé skupiny patřili i známí „praptáci“ rodu Archaeopteryx a Wellnhoferia. Dnes existuje předpoklad, že opeření bylo synapomorfií (sdíleným odvozeným znakem) mezi všemi celurosauřími teropody. V případě posledního rodu jde o prvního ptakopánvého dinosaura s prokázaným proto-peřím. U rodu Velociraptor bylo opeření prokázáno pouze druhotně na základě kostních struktur pro uchycení per (nebyly tedy objeveny přímo fosilizované otisky peří). U ostatních taxonů, označených symbolem „*“ bylo opeření prokázáno nepřímo (tedy nikoliv jako otisk u fosílie, nýbrž chemicky či přítomností papil).

## „Opeření“ u ptakopánvých
Unikátním objeven byly podobné „štětinovité“ struktury tvořené kolagenem také u ptakopánvého dinosaura rodu Psittacosaurus. Na konci ocasu tohoto drobného spodnokřídového býložravce se nacházel jakýsi vějíř z kolagenních vláken, strukturou podobný peří teropodních dinosaurů. Zcela výjimečným objeven je pak především první „opeřený“ ornitopod rodu Tianyulong, popsaný v roce 2009 z Číny. V roce 2014 jej pak doplnil objev rodu Kulindadromeus z Ruska. Tento sibiřský taxon byl datován na stáří kolem 170 milionů let a je tak v současnosti nejstarším prokazatelně opeřeným dinosaurem vůbec.

## Velikostní rekordman
Zdaleka největším neptačím dinosaurem, u něhož bylo zatím opeření (resp. pernatý pokryv těla) zcela prokázáno, je čínský tyranosauroid Yutyrannus huali, popsaný v dubnu roku 2012. V dospělosti dosahoval délky až 9 metrů a hmotnosti přes 1,4 tuny. Předchozí „rekordman“ Beipiaosaurus inexpectus byl nesrovnatelně menší, na délku měřil asi 2,2 metru a vážil jen několik desítek kilogramů. Je možné, že na některých částech těla byl opeřený například i proslulý Tyrannosaurus rex, přímo dokázat to ale zatím nelze.

## Významné objevy
V roce 2012 byly v souvrství Yixian objeveni bezobratlí paraziti v podobě obřích blech druhu Pseudopulex magnus. Samičky těchto krev sajících parazitů dosahovaly délky až 23 mm a živily se zřejmě krví teplokrevných tvorů, včetně opeřených dinosaurů. Dalšími jejich hostiteli pak mohli být také ptakoještěři, pravěcí savci a praptáci. V prosinci 2016 byl oznámen objev fantasticky zachované části opeřeného dinosauřího ocasu v jantaru ze severního Myanmaru. Dochovaná část měří asi 3,6 centimetru a vykazuje dobře patrné jemné opeření, podobné ozdobnému peří současných tropických ptáků. U dinosauřího pera zalitého v jantaru byly také objeveny dva druhy klíšťat, které pravděpodobně v pernatém integumentu těchto dinosaurů cizopasily. Je možné, že opeření byli i obří čínští oviraptorosauři rodu Gigantoraptor a Beibeilong, u nichž známe obří vejce o délce kolem půl metru. Ta mohla být zahřívána právě opeřením těchto teropodů. U několika fosilií teropodních dinosaurů již byly identifikovány také původní melanozomy a barviva, takže bylo možné rekonstruovat jejich přibližné zbarvení (např. rody Anchiornis, Sinosauropteryx ad.).
V listopadu roku 2019 bylo oznámeno, že v hornině z jihovýchodní Austrálie bylo dochováno první peří australských „polárních“ teropodních dinosaurů.
Objevy v jantaru z Myanmaru ukázaly, že v době před 99 miliony let (přelom spodní a svrchní křídy) existovalo množství vnějších parazitů, kteří se zřejmě živili peřím dinosaurů nebo jeho deriváty. Takovým ektoparazitem byl například druh Mesophthirus engeli, formálně popsaný na konci roku 2019.
Objevy v jantaru ze Španělska dokládají, že dinosauří peří staré přes 100 milionů let bylo nejspíš obvyklým zdrojem potravy pro larvy některých brouků.
Vědecká práce, publikovaná v září roku 2023 ukázala, že v opeření praptáka konfuciusornise a dalších opeřených teropodů se mohou dochovat organické molekuly, konkrétně některé původní proteiny.

## V ilustracích
První ilustrace opeřených dinosaurů (nebo praptáků) se objevily již na počátku 20. století (tzv. Proavis), skutečné rekonstrukce s vědeckou hodnotou pak až od 70. let minulého století. V současnosti jsou již zcela běžné a dřívější pojetí menších teropodů jako „šupinatých plazů“ se již prakticky zcela opouští. U některých druhů opeřených dinosaurů byla již určena také přibližná barva jejich opeření, a to na základě rozboru zachovaných fosilních melanozomů. Jak ale dokládají některé výzkumy, přesný barevný vzor může být velmi obtížné zjistit vzhledem ke změnám v rozložení a pozici melanozomů v průběhu fosilizačních pochodů.